# 尤罗奇基诺农村居民点
尤罗奇基诺农村居民点（俄语：Сельское поселение Юроченское）是俄罗斯联邦沃洛格达州舍克斯纳区所属的一个农村居民点。其下辖有18个居民点，行政中心为尤罗奇基诺。据2015年统计，该农村居民点的人口为203人。